# Emilia Śniegoska
Emilia Śniegoska (* 2. Mai 1994 in Kostrzyn) ist eine polnische Filmregisseurin, Drehbuchautorin und Filmproduzentin die in Berlin arbeitet.

## Karriere
Śniegoska wurde am 2. Mai 1984 in Kostrzyn, Polen geboren. Von 2006 bis 2010 trat sie am Centre of Theatre Practices Gardzienice im Südosten von Polen in mehreren Stücken auf. Im Jahr 2010 schloss sie ein Studium in Linguistik mit Schwerpunkten in Deutsch als Fremdsprache sowie Fennistik und Baltistik an der Universität Greifswald ab. Anschließend studierte sie an der Staatliche Hochschule für Film, Fernsehen und Theater Łódź und schließ ihr Studium im Fach Regie 2018 ab. Während des Studiums sammelte Erfahrungen als Regieassistentin für Spielfilme und Dokumentarfilme. Śniegoska lebt und arbeitet in Berlin.
Im Jahr 2025 hatte ihr erster mittellange Dokumentarfilm Double Trouble Weltpremiere auf dem Visions du Réel (International Film Festival) in Nyon, Schweiz und Deutschlandpremiere auf dem Internationales Dokumentarfilmfestival München 2025.

## Filmografie (Auswahl)
- 2013: Edward (Kurzfilm)
- 2014: Mr. Capodrone (Kurzfilm, Regie)
- 2014: Without a Happy End (Kurzfilm, Drehbuch, Regie)
- 2017: Whatever Happens Next (Spielfilm, Regieassistenz)
- 2018: Dalej prosto (Kurzfilm, Regie)
- 2019: 19.91 (Kurzfilm, Regie, Drehbuch)
- 2023: Arte Re: (Fernsehserie, 1 Episode: Eine Bürgermeisterin in Polen) (Drehbuch, Regie)
- 2024: Mein Kind, dein Kind (Fernsehserie, 4 Episoden, Drehbuch)
- 2025: Double Trouble (Polnischer Titel: Kumotry) (Dokumentarfilm, Konzept, Regie)

## Auszeichnungen (Auswahl)
- 2019: Krakowski Festiwal Filmowy: Nominierung für den Goldene Lajkonik mit 19.19[1]
- 2020: Lubuskie Lato Filmowe: Nominierung für Besten Dokumentarfilm mit 19.19[1]
- 2025: Visions du Réel: Internationaler Wettbewerb Mittellange und Kurzfilme mit Double Trouble[5]